# Vasa Gospel
VasaGospel är en gospelkör som framför en blandning av modern och klassisk gospel. Kören består av ett 40-tal sångare samt ett husband. Med den kristna tron i centrum vill VasaGospel sprida budskapet om Jesus. VasaGospels konserter präglas av sång- och spelglädje, innerlighet och en önskan om att varje konsertbesökare ska få bli berörd av Gud.
Kören är en del av församlingen Frälsningsarmén Vasakåren i centrala Stockholm. VasaGospel övar varje vecka och genomför regelbundet konserter runt om i Sverige men turnerar också i övriga Europa och i länder såsom USA och Australien.
Kören har funnits sedan 1994 och bildades av Anne-li och Jon-Anders Marthinussen. Idag leds kören av Linnea Nilsson och kapellmästare är Frida Gyll.
VasaGospel har tidigare gett ut fyra album, In Need (2007), Precious Lord (2002), Boldly We Enter (1998). At His Master's Feet (1996), Convinced (2012). 2023 släpptes VasaGospels sjätte album ”VasaGospel - Live at soundtrade studios”.
En stor del av körens låtmaterial är skrivet av tidigare och nuvarande körmedlemmar. VasaGospel har dessutom låtar av välkända gospelprofiler i sin repertoar.

## Diskografi
- 1996 At the Master's feet
- 1998 Boldly we enter
- 2002 Precious Lord
- 2007 In need
- 2012 Convinced
- 2017 Vasakårens Jul; Joy to the world
- 2023 VasaGospel - Live at Soundtrade Studios